# Musée préhistorique de Théra
Ne doit pas être confondu avec Musée archéologique de Théra.
Le Musée préhistorique de Théra (en grec moderne : Μουσείο Προϊστορικής Θήρας) est situé à Fira, sur l'île de Santorin, dans les Cyclades, en Grèce. Il est construit sur le site de l'ancienne église Ypapanti, détruite lors du tremblement de terre de 1956. Il abrite un grand nombre d'objets anciens provenant de diverses fouilles faites à Santorin, notamment à Akrotiri et sur le site de Potamos.

## Historique
Les plus anciennes fouilles de Santorin furent conduites par le géologue français F. Fouque en 1867, lorsque quelques habitants trouvèrent dans une carrière de vieux artéfacts.

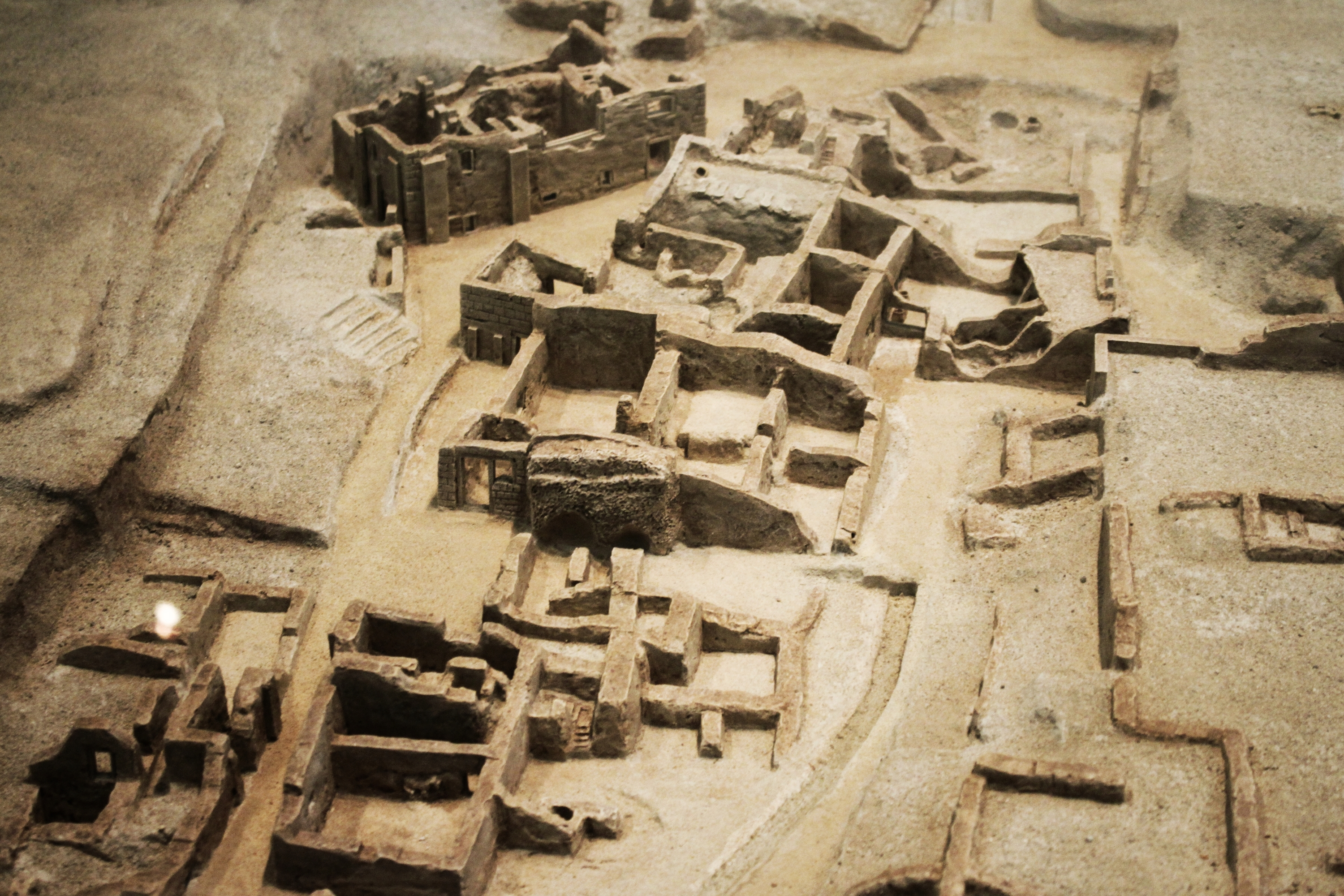
Maquette d'Akrotiri

## Collections
Le musée couvre la préhistoire de l'île depuis le début du Néolithique jusqu'à la fin du Cycladique ancien. La fondation d'Akrotiri remonte à 3300 av. J.-C. et la ville s'est développée durant le Cycladique Ancien I.

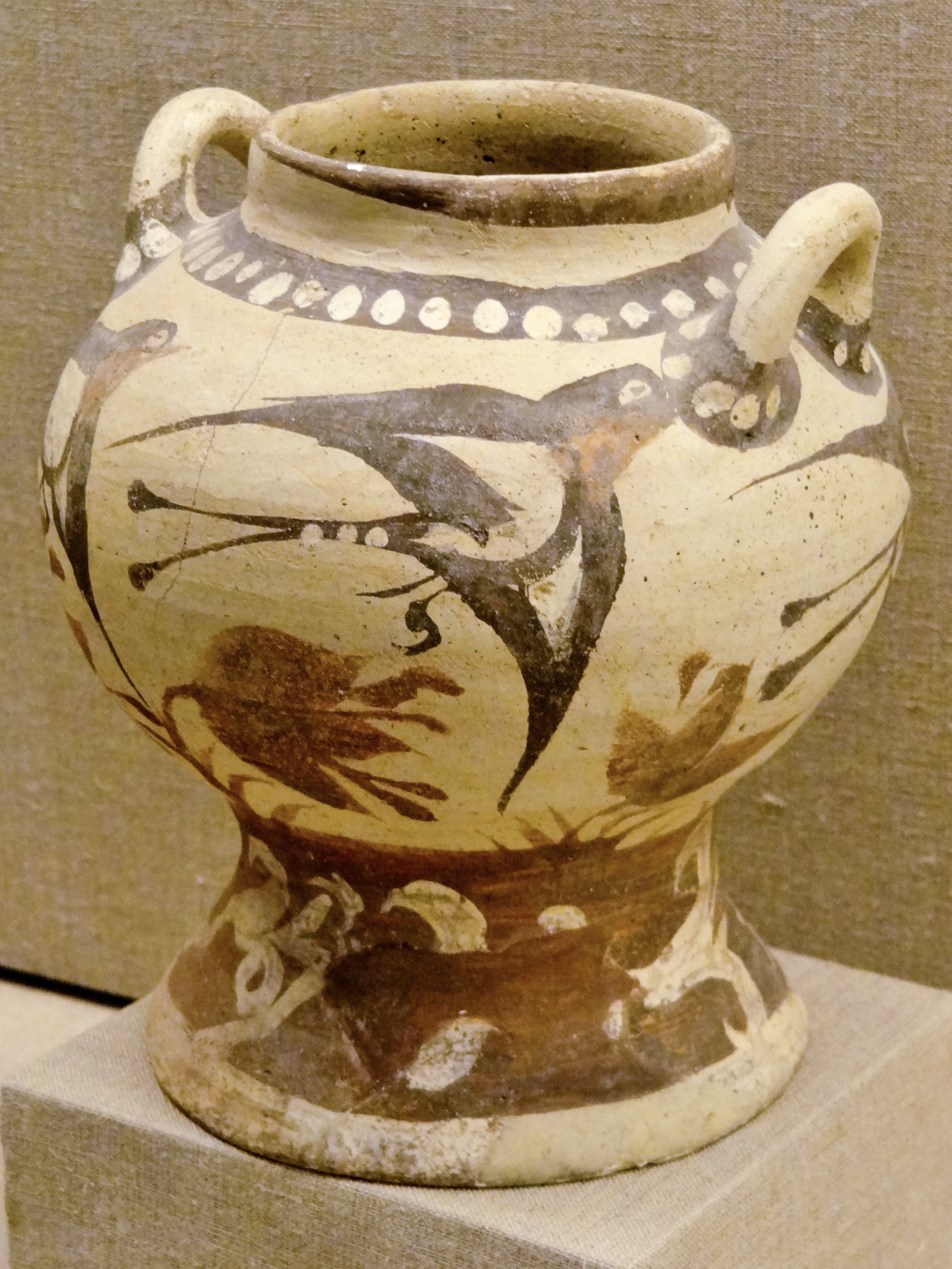
Pichet aux hirondelles. Akrotiri, 1700 av. J.-C.
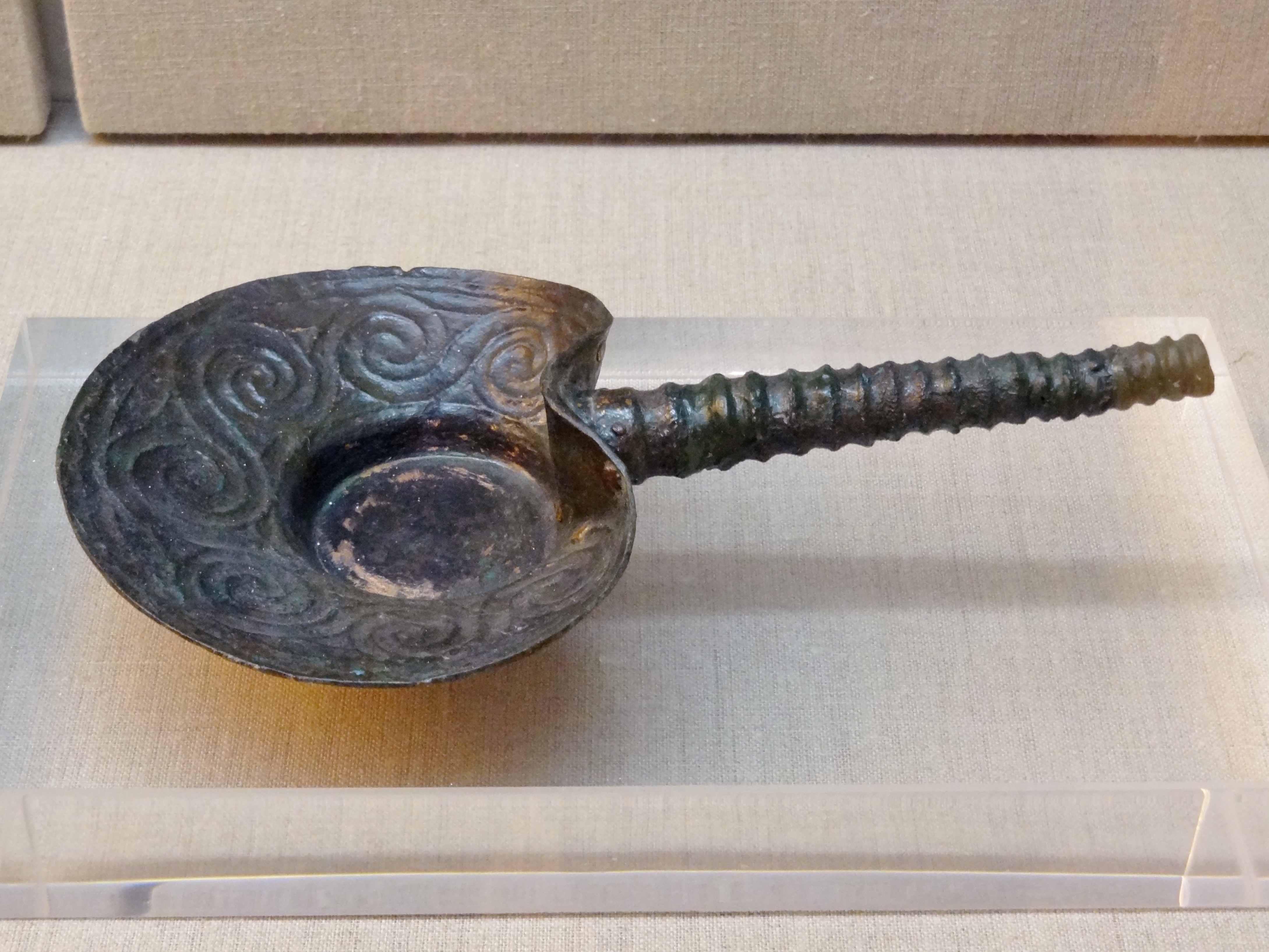
Porte-encens en bronze. Akrotiri, 1700 av.JC
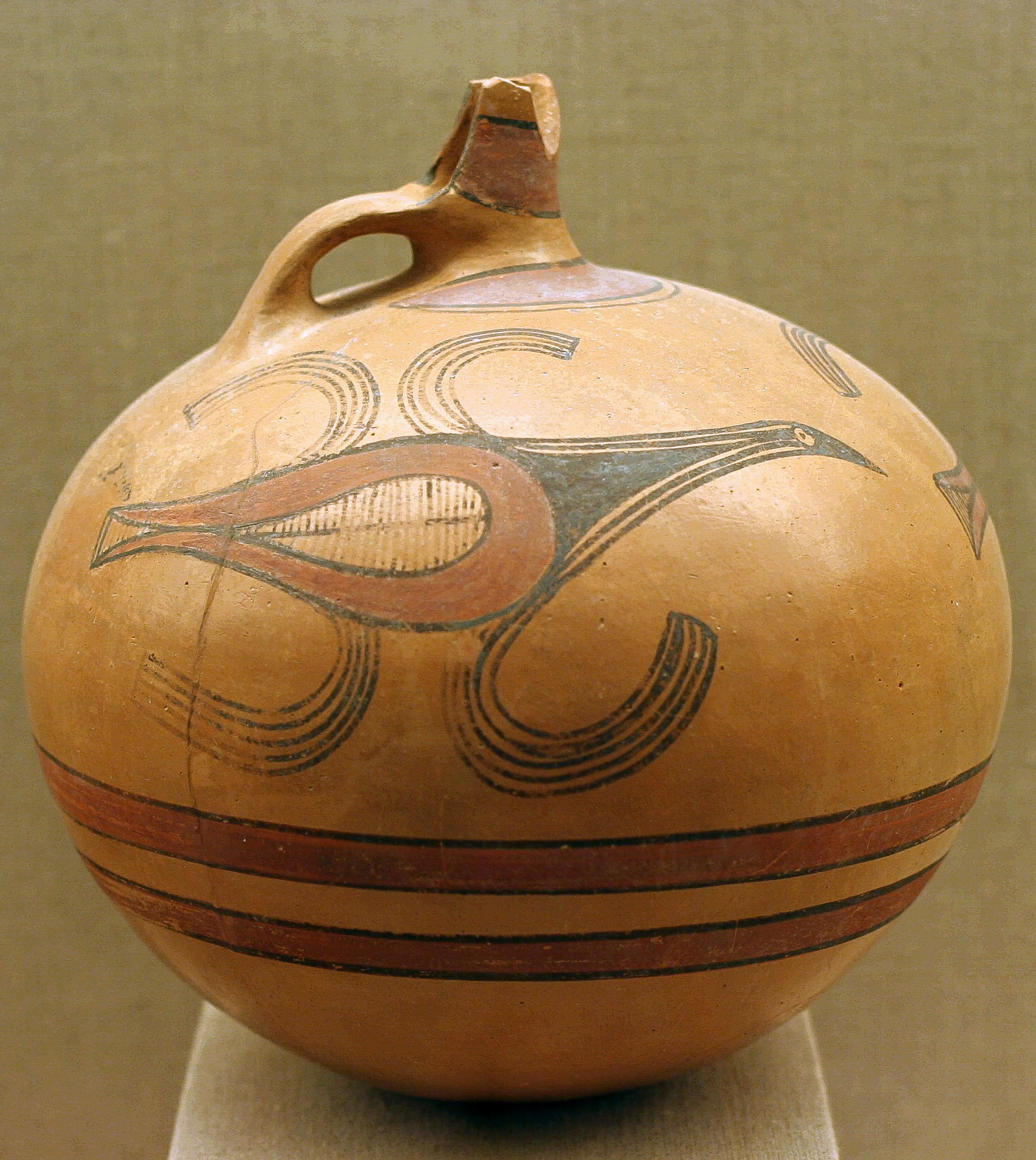
Grand vase importé de Grèce continentale. Akrotiri, helladique moyen III, 1700-1600

Les collections sont classées chronologiquement et comprennent des céramiques, sculptures, bijoux, peintures murales et objets rituels. L'art monumental de la peinture murale est représenté avec beaucoup de détails. Le réseau complexe des contacts de l'ile avec le monde extérieur est également expliqué.
La poterie des Cyclades est représentée par une série de jarres, représentant souvent des hirondelles. Ces objets, datant du XXe – XVIIIe siècles av. J.-C., ont été trouvés à Ftellos, Megalochori et Akrotiri.